# David Luguillano
David Castro Gonzalez dit David Luguillano, né le 5 juin 1969 à Valladolid (Espagne), est un matador espagnol.

## Présentation
Il est fils du matador Clemente Castro, neveu de Santiago ainsi que de Juan Carlos tous trois surnommés « Luguillano ». Ce pseudonyme vient de la vierge des Luguillas, célèbre dans la région de Valladolid.
David Luguillano développe une tauromachie artistique et de style gitan bien qu'il ne soit pas de cette origine.

### Carrière
- Débuts en novillada avec picadors : Medina del Campo (Espagne, province de Valladolid) le 1er septembre 1984 aux côtés de son frère « Jorge Luguillano » et du rejoneador Manuel Vidrié. Novillos de la ganadería de Carmen Lorenzo.
- Alternative : Valladolid le 13 mai 1990. Parrain, Roberto Domínguez ; témoin, José Ortega Cano. Taureaux de la ganadería de Los Guateles.
- Confirmation d’alternative à Madrid : 1er octobre 1991. Parrain, « Manzanares » ; témoin, César Rincón. Taureaux de la ganadería de Sepúlveda.